# Theresienstadt - danske børn i nazistisk fangenskab
|  | Denne artikel er oprettet af botten PalnaBot ud fra en ekstern database. Den kan derfor have sproglige fejl eller mangler. Denne skabelon kan fjernes efter kontrol af indholdet. |

Theresienstadt - danske børn i nazistisk fangenskab (2009) er en dansk dokumentarfilm instrueret af Suvi Andrea Helminen.
Filmen følger 6 danske jøder, som det ikke lykkedes at flygte til Sverige under 2. verdenskrig og dermed undgå nazistisk fangenskab.